# Luis Marín (escritor)
Luis Antonio Marín Cruces (Lota, 11 de febrero de 1972-Temuco, 2 de febrero de 2019) fue un escritor y periodista chileno. Fue licenciado en Comunicación Social y diplomado en Escritura Audiovisual. También tomó una maestría en Literatura, la que dejó inconclusa. Trabajó como columnista y crítico literario en varios medios escritos del país, entre ellos, Renacer de Angol, Tiempo 21 y El Austral de Temuco. Fue presidente del Regional Araucanía del Colegio de Periodistas de Chile. Era amante de la poesía. Dictó diversos talleres literarios.
Luis Marín falleció el sábado, 2 de febrero de 2019 a causa de un paro cardiorrespiratorio a la edad de cuarenta y seis años. Sus funerales se realizaron el lunes 4 de febrero en la capilla San Juan Bautista de Temuco. Fue sepultado en el cementerio Parque del Sendero de la misma ciudad.

### Novelas
- Palacio Larraín (2006).[2]
- Ciudad Sur. (2012).[3]

### Ensayo
- Nostalgia del futuro (2015, coautor).[2]

### Artículo
- Sobre un encuentro de poesía: Algunos alcances.

### Entrevistas

#### Por Luis Marín
- Entrevista al poeta Bruno Vidal.

#### Realizadas al autor
- Luis Marín, por Ernesto González Barnert.
- Un carnaval de esperpentos culturales, por Ramiro Villarroel.
- Entrevista a Luis Marín, autor de Ciudad Sur, por Javier Aguirre Ortiz.

### Ponencia
- Historia personal de la literatura, retazos.

### Presentaciones

#### Por Luis Marín
- Presentación de ‘Buenas noches luciérnagas’, libro de Héctor Hernández Montecinos.
- Escribir a caballo contra el viento, acerca del libro Santa Victoria, de Ricardo Herrera Alarcón.

#### A sus libros
- Condenados a comernos entre nosotros, por Camilo Herrera. Presentación de Palacio Larraín.
- ¿Es un libro o una actitud estruendosa de alto vuelo?, por Rodolfo Hlousek. Presentación de Palacio Larraín.
- Presentación de “Ciudad Sur”, por Christian Rodríguez Büchner.
- Algunas reflexiones a partir de “Ciudad Sur”, de Luis Marín, por Renzo Vaccaro Meza.

### Reseñas

#### Por Luis Marín
- La “Romería” del poeta Juan Huenuán.
- Las “Constelaciones” de Christian Rodríguez Büchner, relatos.
- Los héroes descentrados en su tinta. Acerca del libro Hombres maravillosos y vulnerables, de Pablo Toro.
- El pacto con el mito del poeta Saratoga. Acerca del libro Carabela portuguesa, de Óscar Barrientos.
- La infección de lo real. Acerca de Campo de tiro, de Leonardo Videla.
- ‘Los Araucanos’, la crónica de un yanqui en La Frontera.
- Apuntes sobre ‘Epu Zuam’, el último poemario de Leonel Lienlaf.

#### Sobre obras del autor
- Ciudad Enferma: Ciudad Pus. Apuntes sobre “Ciudad Sur”, de Luis Antonio Marín, por Ramiro Villarroel.
- De tin Marín de do pingüé, por Ernesto González Barnert. Acerca del libro Ciudad Sur.
- Acerca de “Ciudad Sur” de Luis Antonio Marín, por Rodrigo Hidalgo.